# Museu d'Arqueologia de Catalunya (Barcelona)
El Museu d'Arqueologia de Catalunya a Barcelona (MAC Barcelona) és un museu ubicat a l'antic Palau d'Arts Gràfiques, dins del Parc de Montjuïc. És la capçalera del Museu d'Arqueologia de Catalunya, i recull tot un seguit d'objectes i documents arqueològics que abracen un arc cronològic que va des de la Prehistòria fins a l'edat mitjana, amb especial incidència en l'edat antiga. La visita a l'exposició permanent i a les exposicions temporals que s'hi duen a terme ajuden a comprendre l'evolució social, tecnològica, econòmica i religiosa no només a Catalunya sinó a la península Ibèrica i al Mediterrani. El museu està estructurat en cinc seus visitables: Barcelona, Empúries, Girona, Olèrdola i Ullastret i dos centres de recerca: Centre d’Arqueologia Subaquàtica de Catalunya i Centre Iberia Graeca. Forma part de la Conselleria de Cultura de la Generalitat de Catalunya, que el gestiona mitjançant la seva Agència Catalana de Patrimoni Cultural.

## Edifici
Les sales i oficines del museu es troben dins l'antic Palau de les Arts Gràfiques, construït durant l'Exposició Universal de 1929. Es tractava d'una construcció efímera, realitzada amb materials poc resistents, i que havia de ser enderrocada un cop finalitzat l'esdeveniment. Com en el cas de molts altres edificis de l'Exposició, el pavelló va ser mantingut en peu i reutilitzat, adjudicant-li una nova funcionalitat: a partir del 1932, en plena II República, la Generalitat hi fundà el Museu d'Arqueologia de Catalunya.

## Història
El MAC Barcelona custodia al voltant de més de 50.000 objectes arqueològics procedents de més de 700 jaciments diferents. Es tracta d'una col·lecció formada amb el pas dels anys sota la influència determinant dels esdeveniments polítics, socials i econòmics del país.

### Orígens[4]
Les col·leccions que es conformaren procedien de la tasca de recuperació iniciada els segles xvii i XVIII però especialment al llarg del segle xix i principis del xx. D'aquesta etapa procedeix la col·lecció argàrica que els germans Enrique i Luis Siret donaren a la ciutat de Barcelona amb motiu de la primera edició del premi Martorell l'any 1887 formada per materials procedents de tres jaciments de la cultura de l'Argar del sud-est peninsular, El Argar, El Oficio i Fuente Álamo.
L'any 1902 s'instal·laren al Parc de la Ciutadella les col·leccions municipals d'arqueologia i les reproduccions i l'any 1907 es creà un organisme que fou cabdal, la Junta de Museus de Barcelona que engegà i subvencionà les excavacions sistemàtiques d'Empúries fent augmentar les col·leccions d'arqueologia, ja que part dels materials foren traslladats a Barcelona, com per exemple l'escultura del déu Asclepi. La Junta de Museus portà endavant una política important d'adquisicions que incrementaren les col·leccions d'art antic. El mateix 1907 es creà l'Institut d'Estudis Catalans, clau en la creació de les col·leccions del MAC amb l'empenta de Josep Puig i Cadafalch i Josep Pijoan juntament els primers directors de la Secció d'Arqueologia.
Fou ara quan Pere Bosch i Gimpera va compatibilitzar la direcció de la secció de Prehistòria i Arqueologia grega i romana de l'antic Museu de la Ciutadella amb la del Servei d'Investigacions Arqueològiques de l'Institut d'Estudis Catalans, de la que en fou director des de l'any 1915. En aquesta etapa, el fons va créixer de manera notable, sobretot amb material de l'època neolítica i ibèrica, amb l'obertura de noves sales dedicades a aquests períodes.
L'any 1925, Bosch fou cessat durant la dictadura de Primo de Rivera. En aquests moments anteriors a la Guerra Civil, ingressaren al Museu de la Ciutadella les col·leccions procedents d'un gran nombre d'intervencions que realitzà l'Institut d'Estudis Catalans, tant a Catalunya com a d'altres territoris, sota la direcció o col·laboració de noms notables de l'arqueologia catalana com foren Agustí Duran i Sanpere, Josep Pijoan, Josep de Calassanç Serra i Ràfols o Joan Serra i Vilaró entre d'altres. Malgrat que les tècniques d'excavació, de registre i les possibilitats analítiques d'aquella època no permetien aprofundir en el context, el treball realitzat fou de gran magnitud. Algunes de les intervencions foren:
- Sant Antoni de Calaceit
- L'abric Agut de Capellades
- Poblat del Coll del Moro a Gandesa
- Castellet de Banyoles a Tivissa
- Puig Castellar a Santa Coloma de Gramenet
- El dolmen del collet de Su a Pinós

Aquesta activitat arqueològica beneficià les col·leccions del museu, de la mateixa manera, des de l'inici del segle xx fou palès la necessitat de completar i enriquir les col·leccions arqueològiques adquirint materials a particulars, antiquaris i col·leccionistes. Materials celtibèrics de la zona de Sòria, com Quintanas de Gormaz o Uxama, o el Tresor de Torredonjimeno d'època visigoda entraren a formar part de les col·leccions arqueològiques.

### El Museu d'Arqueologia a Barcelona[calcitació]
L'any 1932, la Generalitat republicana funda el nou Museu d'Arqueologia de Catalunya a l'edifici on es troba actualment i el 3 de novembre del 1935 s'inaugurà sota la direcció de Pere Bosch i Gimpera, i s'ubicà a l'antic Palau de les Arts Gràfiques a Montjuïc, edifici construït arran de l'Exposició Internacional de Barcelona de 1929 i, posteriorment, condicionat per l'arquitecte Josep Gudiol per convertir-lo en instal·lació museística. Fou la institució encarregada de custodiar les col·leccions de l'antic Museu de Santa Àgata, les del Museu de la Ciutadella, material reunit per la Junta de Museus i per l'Institut d'Estudis Catalans, i altres col·leccions de procedència privada.
Durant la Guerra Civil, el museu, acabat d'inaugurar, salvaguardà el patrimoni arqueològic buidant vitrines, emmagatzemant les peces en caixes, algunes de les quals partiren a Ginebra o protegint amb sacs de sorra o parets de totxo les peces més voluminoses com ara els mosaics del Circ i el de les Tres Gràcies. També, des de l'inici de la guerra, arribaren al museu peces i col·leccions complertes per a la seva protecció, com fou el cas del tresor de Tivissa.
Després de la Guerra Civil, la gestió del museu quedà en mans de la Diputació de Barcelona que rebatejà el nom del museu com a Museu Arqueològic de Barcelona. El seu treball se centrà en la salvaguarda del patrimoni arqueològic, ja que les col·leccions s'incrementaren a un ritme menor que en moments anteriors. S'enllestiren les sales de prehistòria i, als anys 60, s'inaugurà la sala ibèrica i les sales monogràfiques dedicades al vidre. Durant els anys 70 es crearen els laboratoris fisicoquímic i antropològic i, ja als anys 80, el paleoecològic.
Més endavant, el 1995, la Diputació en transferí la gestió a la Generalitat de Catalunya i d'aquesta manera passà a formar part del Museu d'Arqueologia de Catalunya. La col·lecció del MAC Barcelona fou i és enriquida gràcies a la incorporació d'objectes i conjunts procedents d'excavacions recents i que foren cedits en dipòsit per altres institucions museístiques catalanes o bé per la mateixa Generalitat de Catalunya. En aquest sentit destaca el cos i aixovar de la Senyora de les Muntanyes de Montanissell o les eines de fusta de la Draga, Banyoles.

## Exposició permanent[6]
Renovada entre el 2010 i el 2013, l'exposició permanent de més de 4.000 metres quadrats mostra a través de textos, audiovisuals, recursos didàctics, imatges i escenografies els aspectes més destacats de les cultures establertes a Catalunya i altres indrets de la península Ibèrica i del Mediterrani.

### Prehistòria
La col·lecció de Prehistòria compren cinc sales abastant des de les cultures paleolítiques fins a l'edat del ferro, passant pel neolític. Complementa la col·lecció el megalitisme i la cultura de l'Argar.

El recorregut s'inicia a la sala de les cultures paleolítiques amb peces que destaquen com la mandíbula de la Cova del Gegant de Sitges datada fa 53.200 anys corresponent a un individu de 15 anys, eines lítiques amb diferents graus de treball com bifacials de sílex i un diorama evocador de la Cova d'Altamira. Fou la primera etapa de la humanitat i la més llarga, datada entre 2.500.000 a 10.000 anys abans de la nostra era. Segueix l'exposició amb el Neolític amb peces que mostren l'evolució de les societats com ceràmiques i eines per treballar l'agricultura, destacant un mànec d'aixa de roure procedent del jaciment arqueològic de La Draga, un vas campaniforme procedent de la Cova de la Ventosa a Piera i un conjunt funerari procedent de la necròpolis del Ravalet a Sant Genís de Vilassar fet de cal·laïta. D'aquesta època destaquen els enterraments com el de la Senyora de les Muntanyes de Montanissell trobat l'any 2004 on, a part de les joies que integren el conjunt funerari, s'hi exposen les restes òssies que aparegueren. Seguidament, reproduccions de diferents megàlits donen pas a l'època dels metalls amb peces de bronze, destacant les peces de la necròpolis d'Agullana, i de ferro com les que trobaren a la necròpolis de Can Piteu/Can Roqueta a Sabadell. La cultura de l'Argar tanca l'exposició permanent dedicada a la prehistòria. 

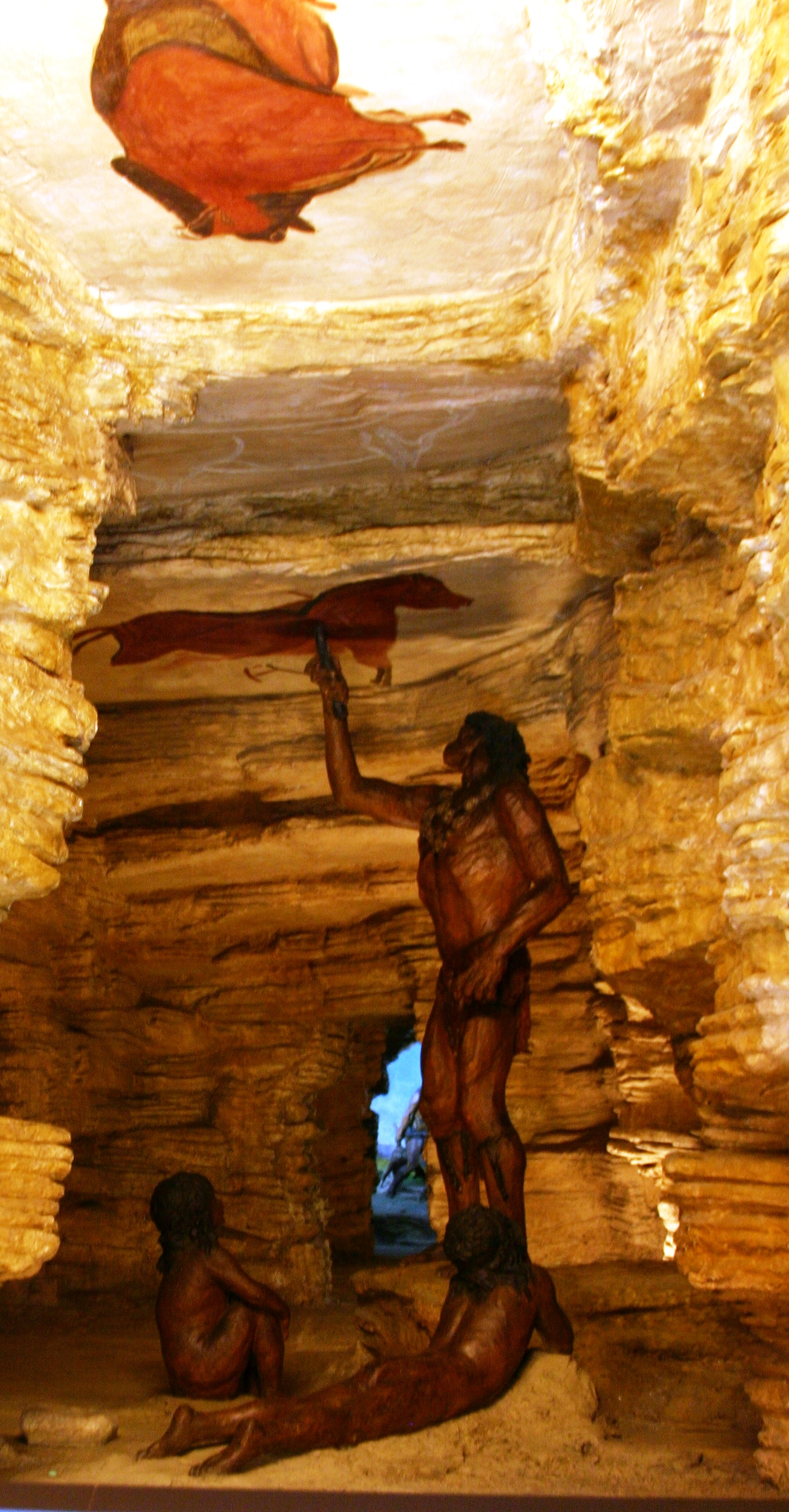
Diorama de la Cova d'Altamira- MAC Barcelona
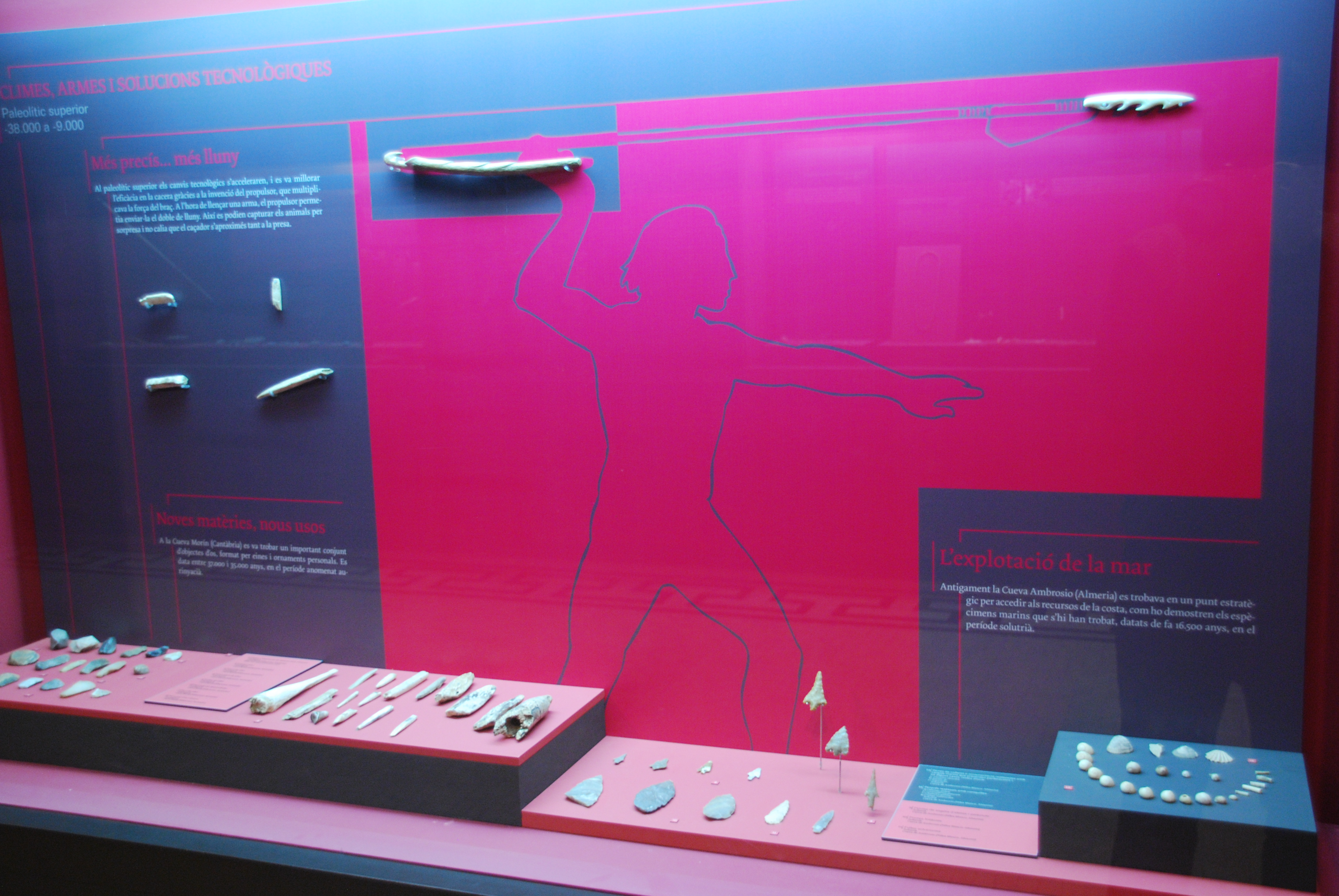
Sala II - MAC Barcelona

### Fenicis i grecs
A partir de l'espai «La mar blava» es dona inici a les cultures clàssiques que es varen assentar a la península a partir l'acció colonitzadora de la part més oriental del Mediterrani mostrant objectes egipcis, etruscs, grecs i romans.
Els fenicis es varen assentar sobretot a les Illes Balears, origen de moltes de les peces exposades en aquest àmbit relacionades amb el comerç i l'intercanvi que es realitzà entre cultures mediterrànies. D'aquesta manera, trobarem jaciments com la necròpolis del Puig des Molins a Eivissa amb peces púniques, ebusitanes i púnico-ebusitanes entre les quals destaquen una figura de petites dimensions del déu Bes i una representació guarnida de la deessa Tanit. Eivissa fou un motor econòmic, nucli de navegants, comerciants i artesans relacionats amb la península ibèrica, el nord d'Àfrica i el Mediterrani central fins a l'arribada dels grecs perdent la seva hegemonia. Destaca una petita sala on es mostra la prehistòria a les illes de Mallorca i Menorca amb peces de bronze provinents del poblat de navetes de Son Oms i objectes que mostren la importància de les illes com a nucli comercial, destacant una figura d'un guerrer grec que fou descobert l'any 1867 al conjunt talaiòtic de Son Gelabert de Dalt a Lloret de Vistalegre i una petita figura de les deessa romana Minerva de la Pleta de Cas Traginer a Santanyí.
Seguint el recorregut s'arriba a la sala d'Empúries. Els foceus arribaren a l'occident mediterrani seguint els vaixells fenicis i atrets per les riqueses llegendàries del sud peninsular. Fundaren els nuclis de Rode, nucli d'artesans i comerciants, i Emporion, nucli portuari petit però molt actiu. Les peces exposades mostren la riquesa comercial entre Empúries i la resta del Mediterrani amb peces de gran valor com el Mirall del Judici de Paris de procedència etrusca, diferents cílix amb escenes mitològiques com la Gigantomàquia amb Atena com a protagonista i un estamne on es representa la mort d'Hèctor en el context de la Guerra de Troia. Una de les peces més emblemàtiques és l'estàtua del déu Asclepi o Esculapi, l'original de la qual va romandre a la seu barcelonina fins al seu trasllat al museu d'Empúries l'any 2008.

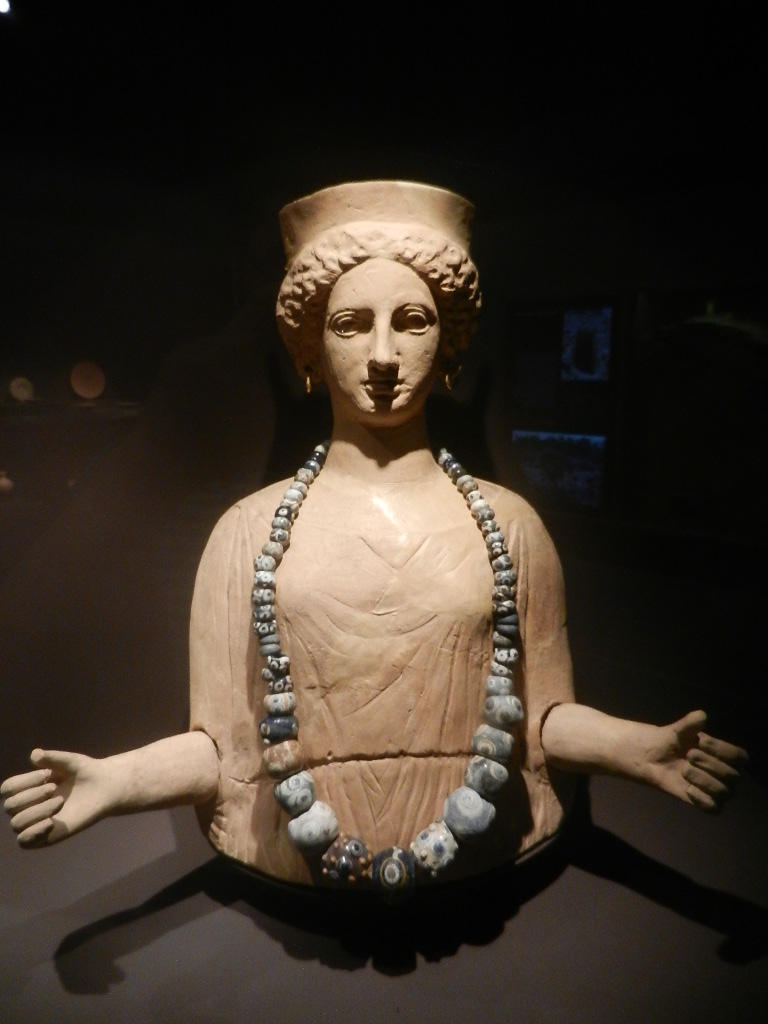
Representació guarnida de la deessa Tanit - MAC Barcelona
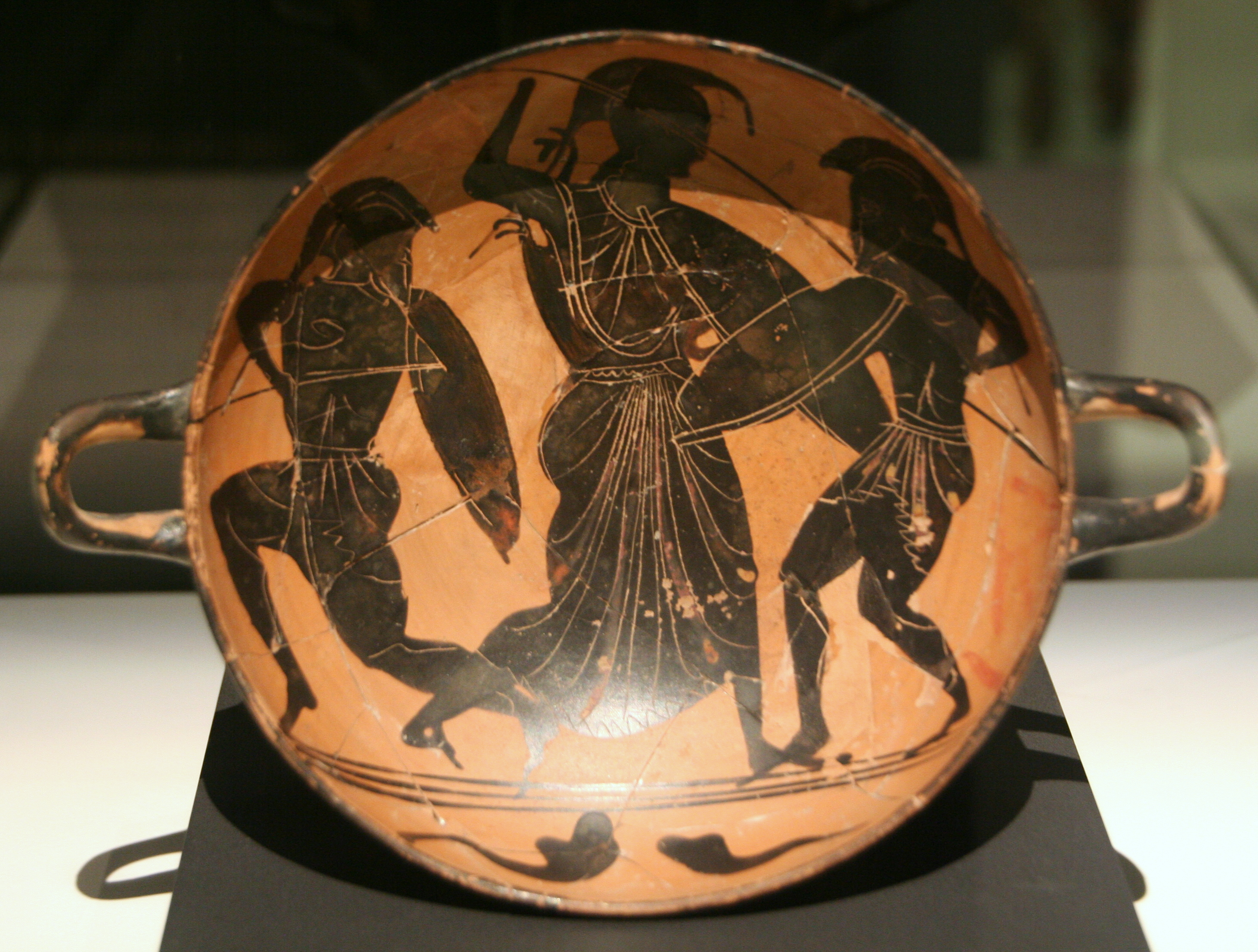
Cílix de la Gigantomàquia d'Atena - MAC Barcelona
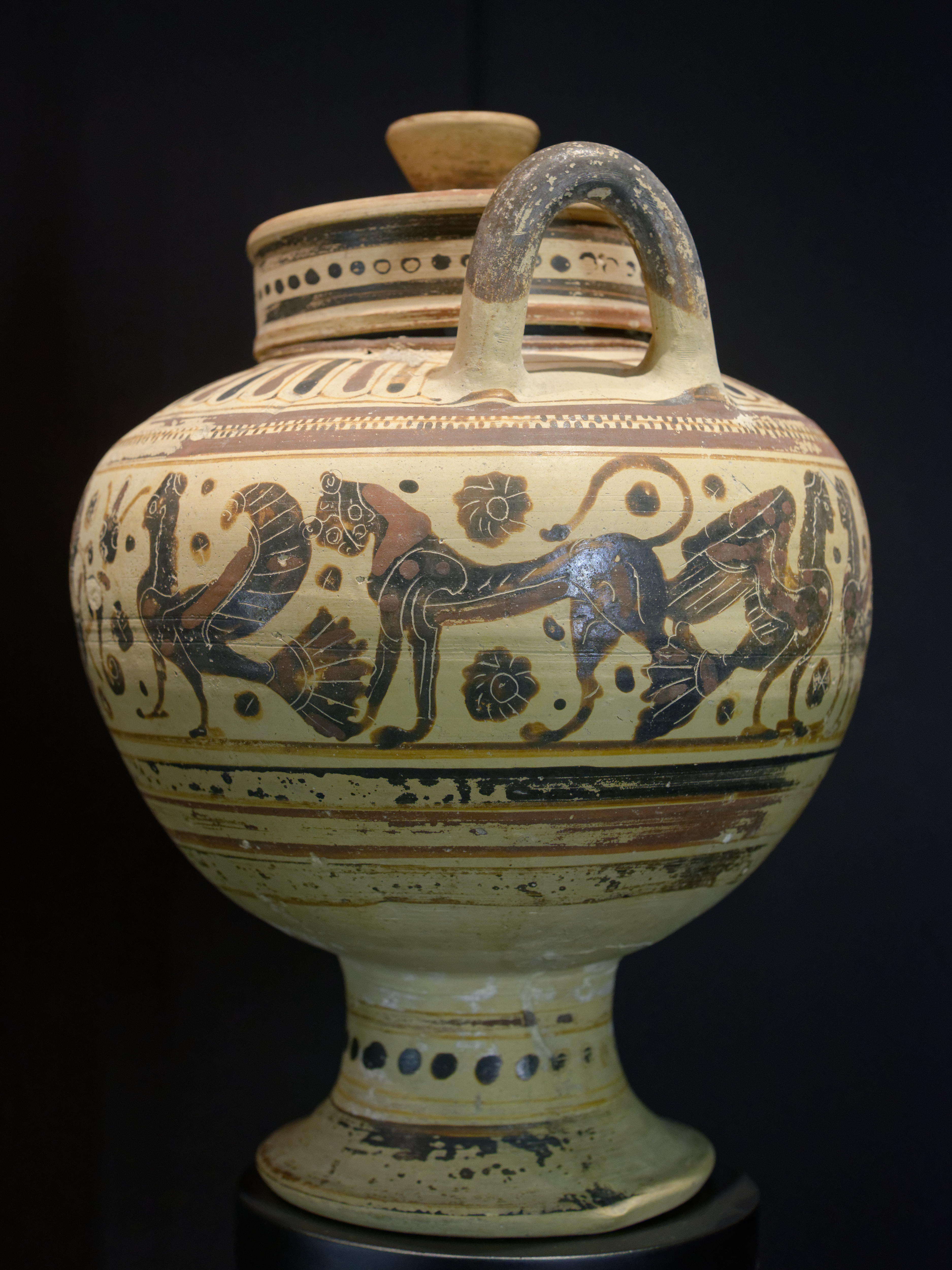
Estamne corinti - MAC Barcelona

### Ibers
La civilització ibèrica fou el resultat d'un procés estimulat i influït pels contactes amb fenicis i grecs que va fer evolucionar les poblacions indígenes de la franja mediterrània i de més enllà dels Pirineus, entre el segle vi i principis del II abans de la nostra era, cap a nous models socials, econòmics, polítics i culturals.

La peça més destacable és el Tresor de Tivissa que fou trobat l'any 1927 al poblat iber del Castellet de Banyoles amb peces com pàteres, vasos, braçalets i copes fets de plata i plata daurada datats entre els anys 250 i 195 abans de la nostra era. També s'exposen esteles amb inscripcions, espases de tradició celta, ex vots, destacant-ne un genet a cavall, i un crani enclavat que fou descobert al poblat ibèric de Puig Castellar l'any 1904 i datat del segle iii abans de la nostra era. 

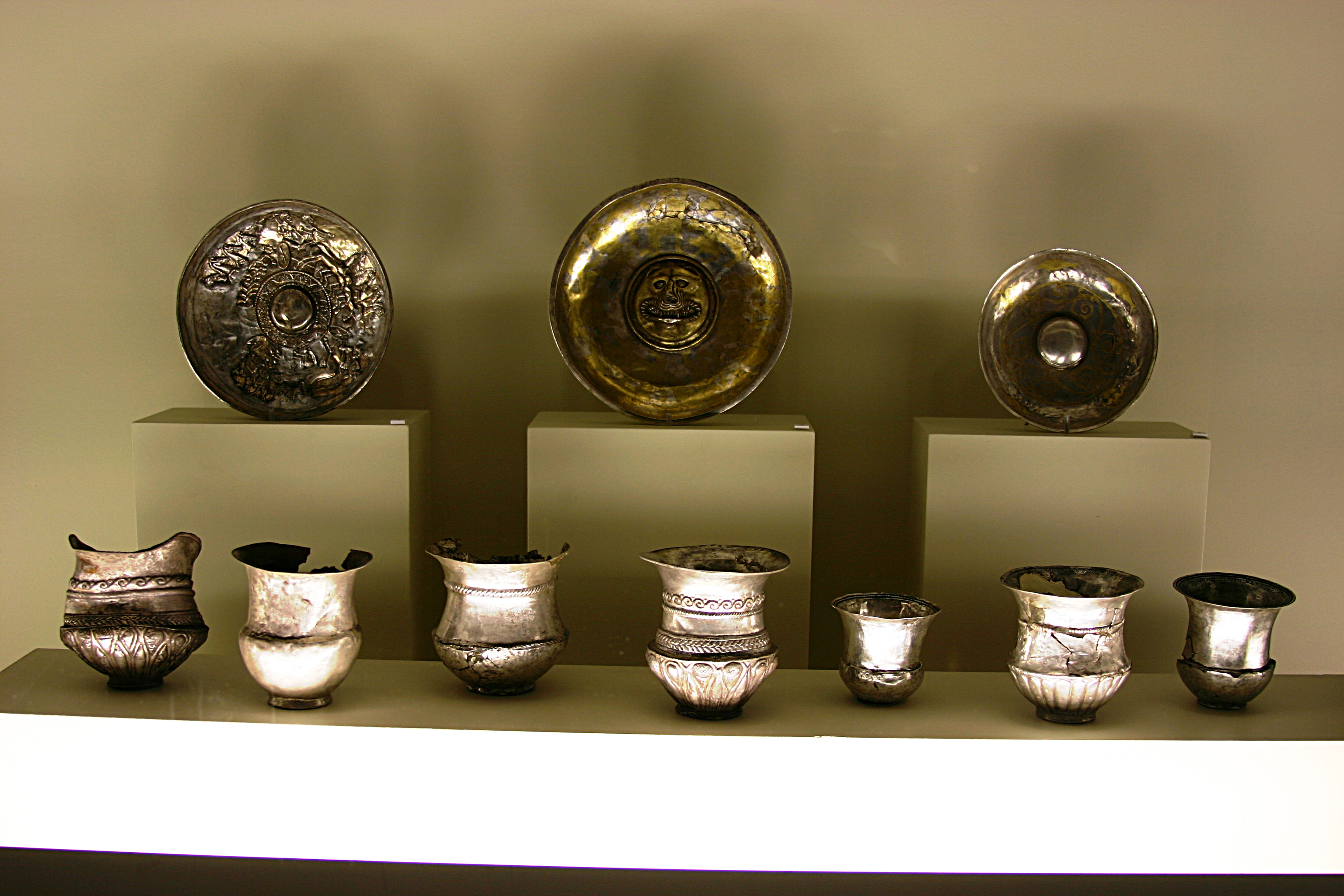
Tresor de Tivissa - MAC Barcelona
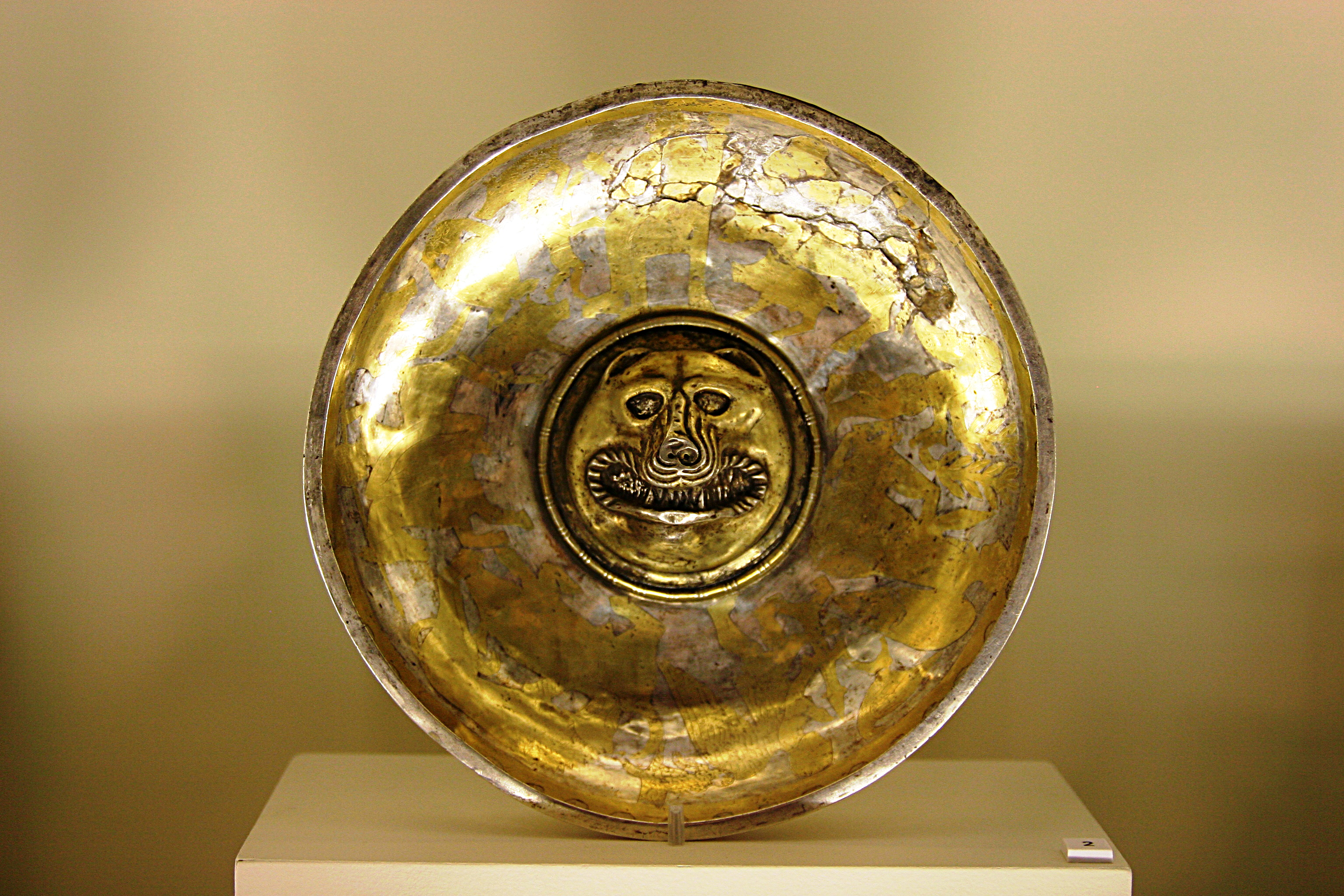
Pàtera del carnisser - Tresor de Tivissa - MAC Barcelona
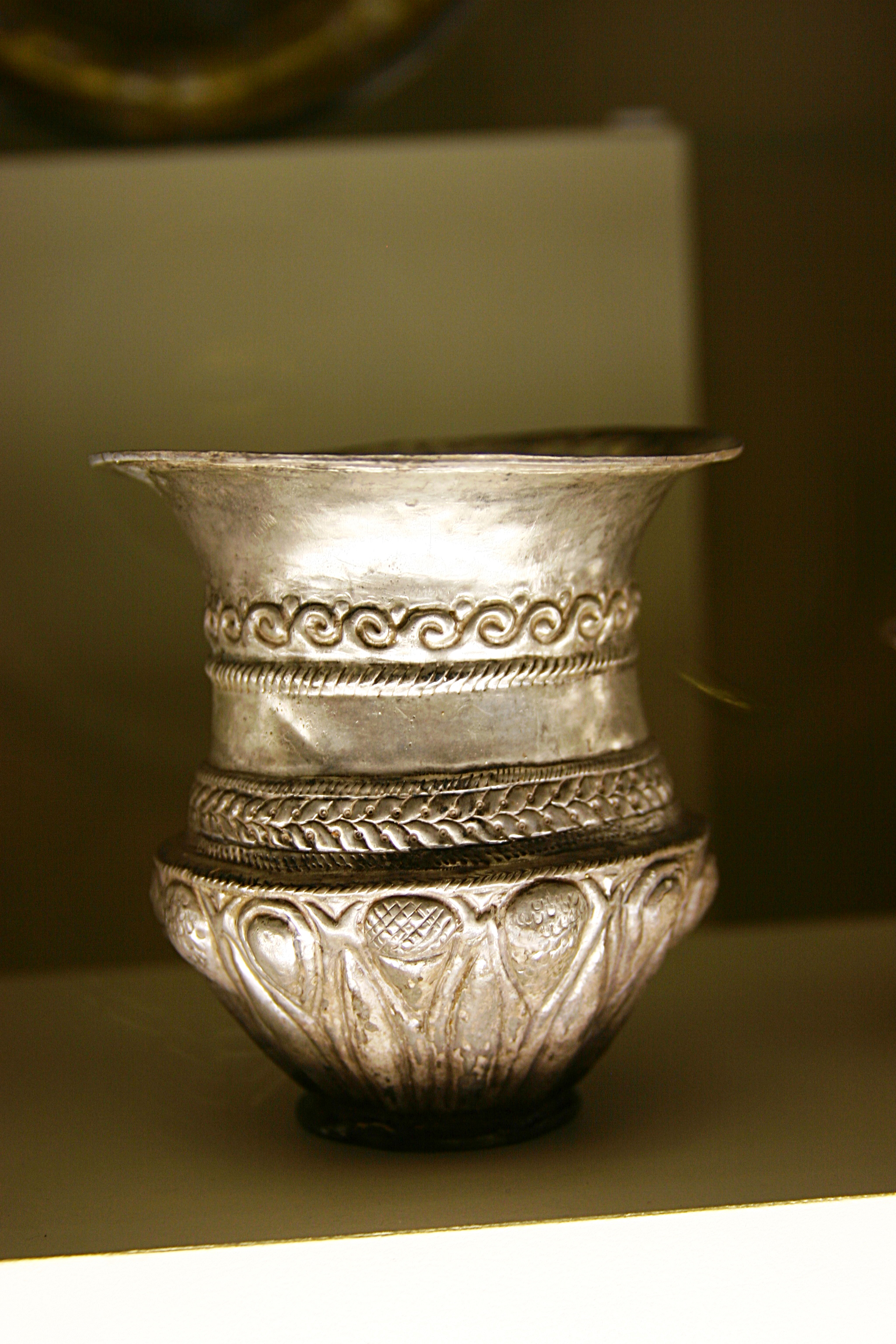
Copa de plata - Tresor de Tivissa - MAC Barcelona

### Roma[calcitació]
L'arribada dels romans a finals del segle iii abans de la nostra era posà en marxa la romanització de la península Ibèrica, un procés d'adaptació de les comunitats indígenes cap a una nova cultura i organització social i econòmica.
A la primera planta s'exposen peces epigràfiques relacionades amb la fundació de la ciutat romana de Bàrcino i alguns dels seus personatges il·lustres com foren Cai Celi, un dels primers magistrats encarregat de fer un dels primers censos dels habitants de la ciutat, o Luci Minici Natal, guanyador d'una cursa de quadrigues a Tàrraco. També es troben mosaics de diferents tipus destacant el Mosaic Les Tres Gràcies que fou descobert en unes obres fetes al solar de l'antic Convent de l'Ensenyança prop de l'antic Palau Reial Menor i el Mosaic del Circ que fou trobat dins aquest mateix palau poc abans del seu enderrocament al segle xix.

Més de caràcter escultòric, destaquen el retrat en bronze d'una Dama Flàvia descoberta a Empúries, que fou donada al museu pel comte Güell, l'escultura La Deessa del Carrer Paradís realitzada en marbre pentèlic i que fou trobada en la cimentació del número 5 del carrer del Paradís prop de les restes del Temple d'August, i el Sarcòfag de Prosèrpina, provinent de Santa Pola, amb decoració en relleu del mite del rapte de Prosèrpina. La peça que tanca l'exposició permanent sobre Roma és el Príap d'Hostafrancs, una escultura que fou realitzada amb pedra sorrenca de Montjuïc i fou trobada l'any 1848 en un solar del barri d'Hostafrancs a Barcelona prop de la Creu Coberta. 

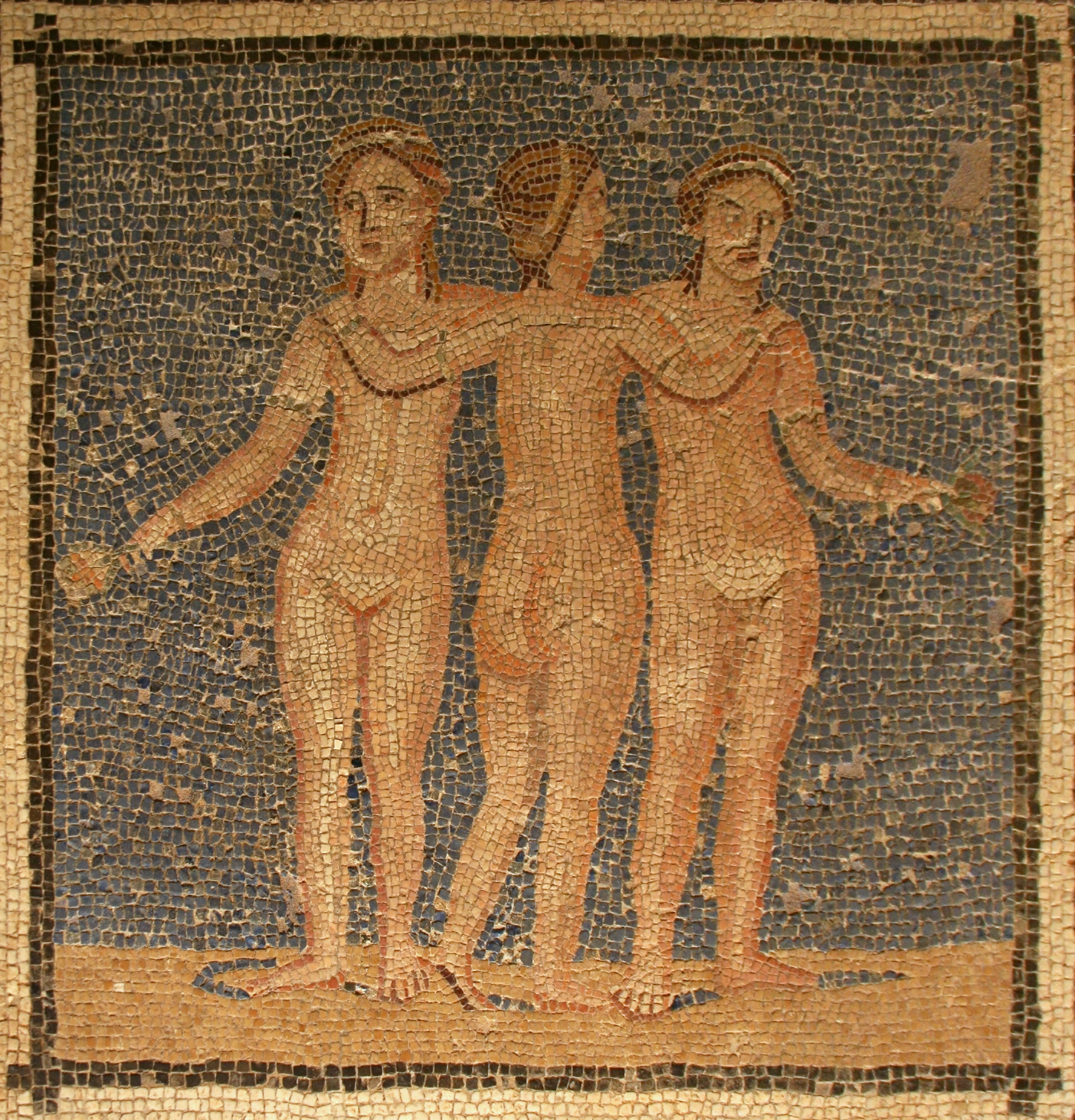
Mosaic de les Tres Gràcies - MAC Barcelona
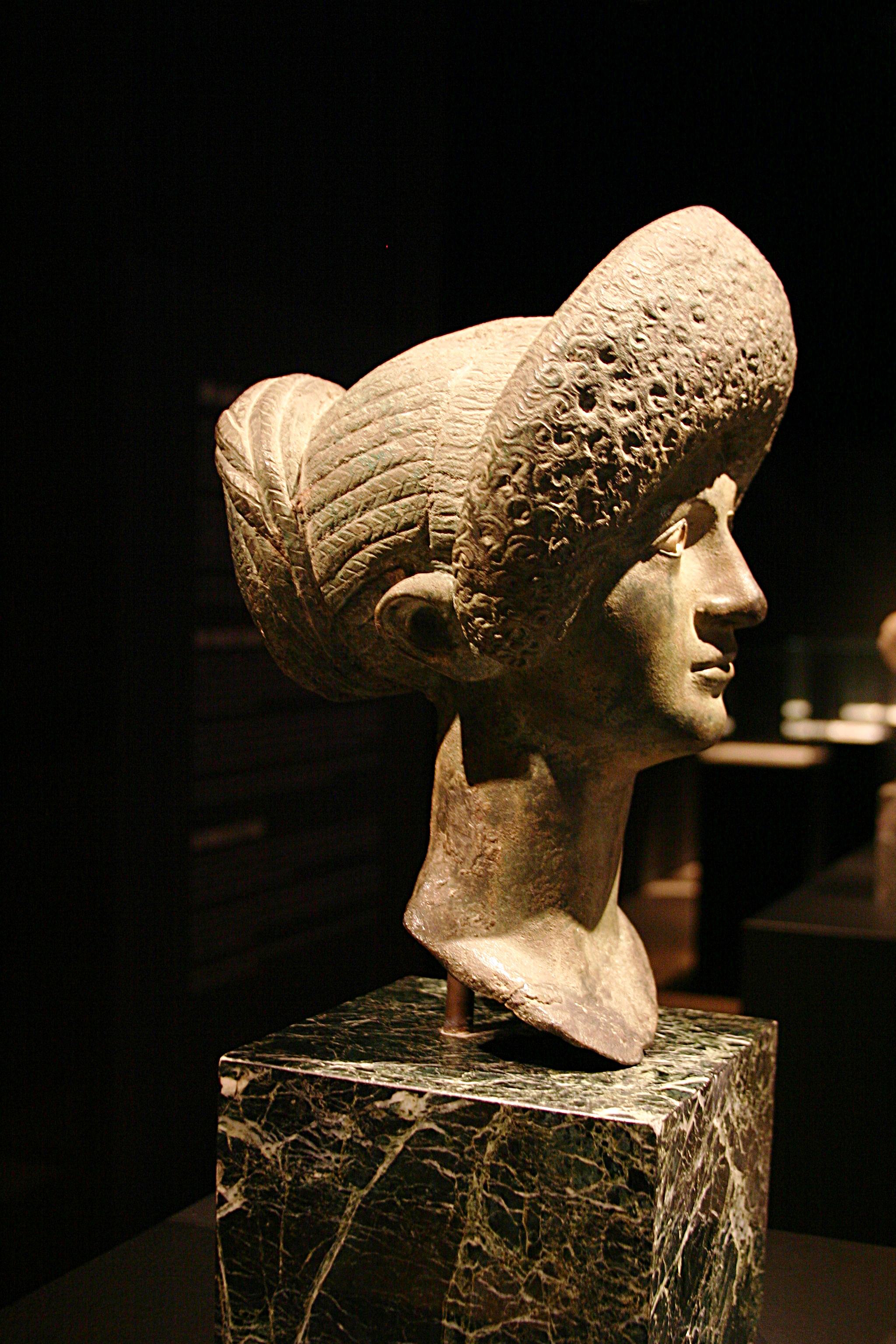
Dama Flàvia - MAC Barcelona
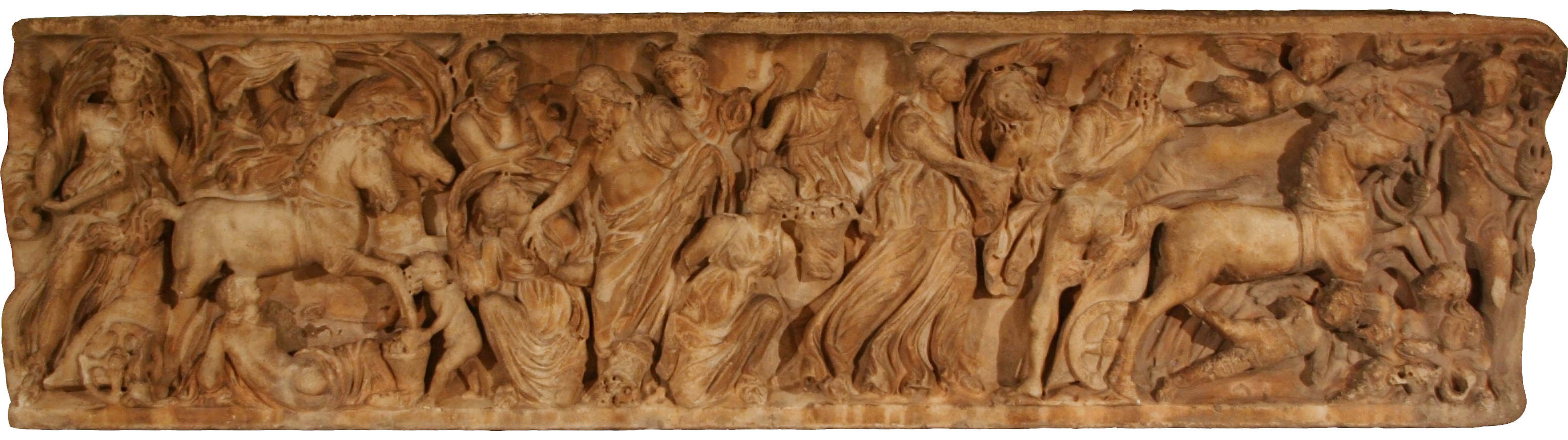
Sarcòfag del rapte de Prosèrpina - MAC Barcelona
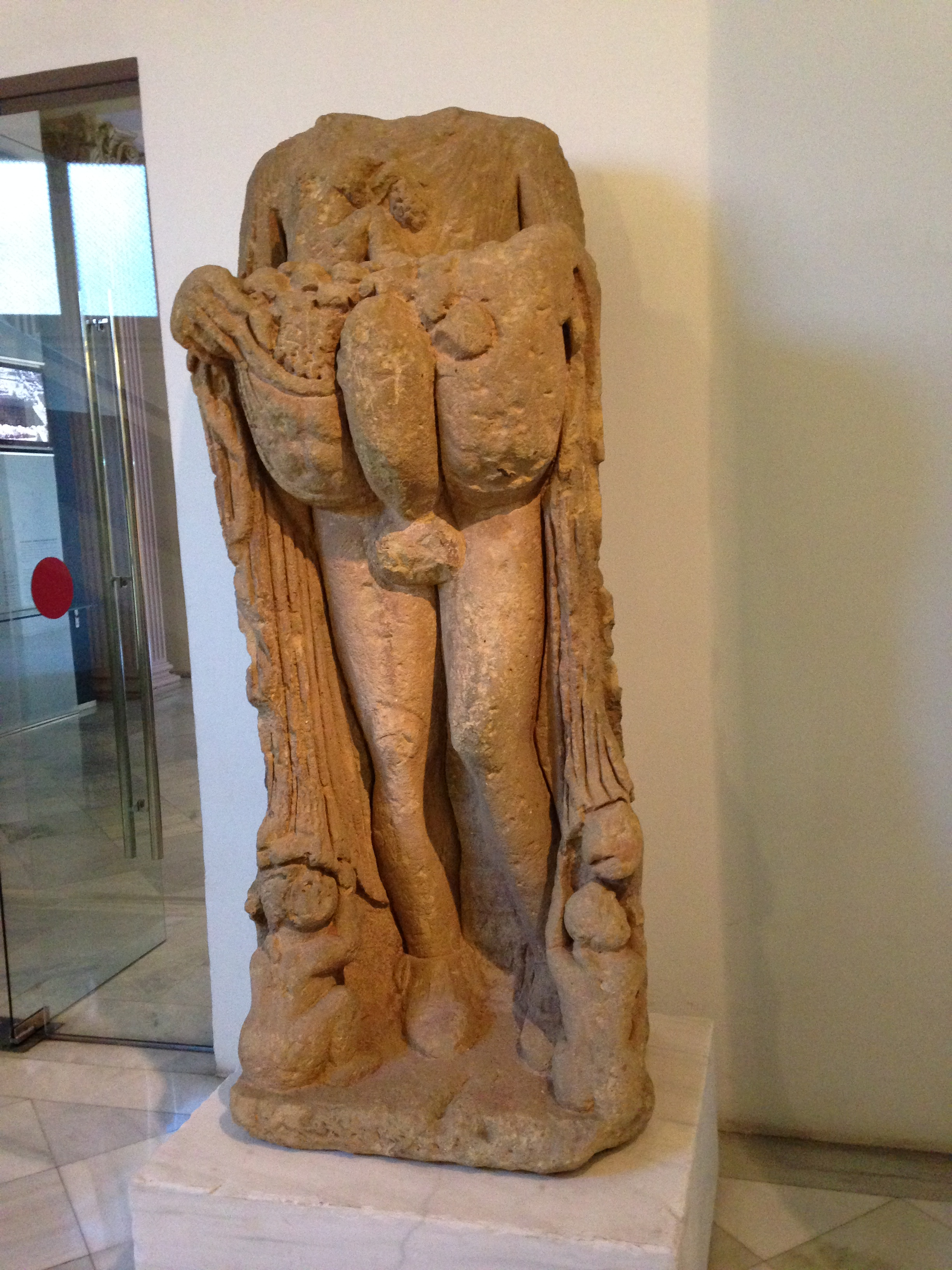
El Príap d'Hostafrancs - MAC Barcelona

### Col·lecció vidres
Fa més de 4.000 anys que el vidre s'ha utilitzat per cobrir les necessitats més diverses. L'exposició està formada per vidres trobats a les excavacions arqueològiques d'Empúries, Puig des Molins i Mallorca, així com per compres, donacions i cessions de particulars.
Les peces exposades es divideixen segons la tècnica que fou emprada, vidre modelat sobre nucli, vidre fos sobre motllo convex i vidre bufat. Molts dels recipients de vidre i de les peces decoratives provenen del Mediterrani oriental, des de Rodes fins a Palestina. Destaquen les balsameres, els ungüentaris, en algun dels quals trobaren restes del producte que contenien, i vasos. La datació de les peces van des dels segles V-IV abans de la nostra era fins l'època romana d'Orient.

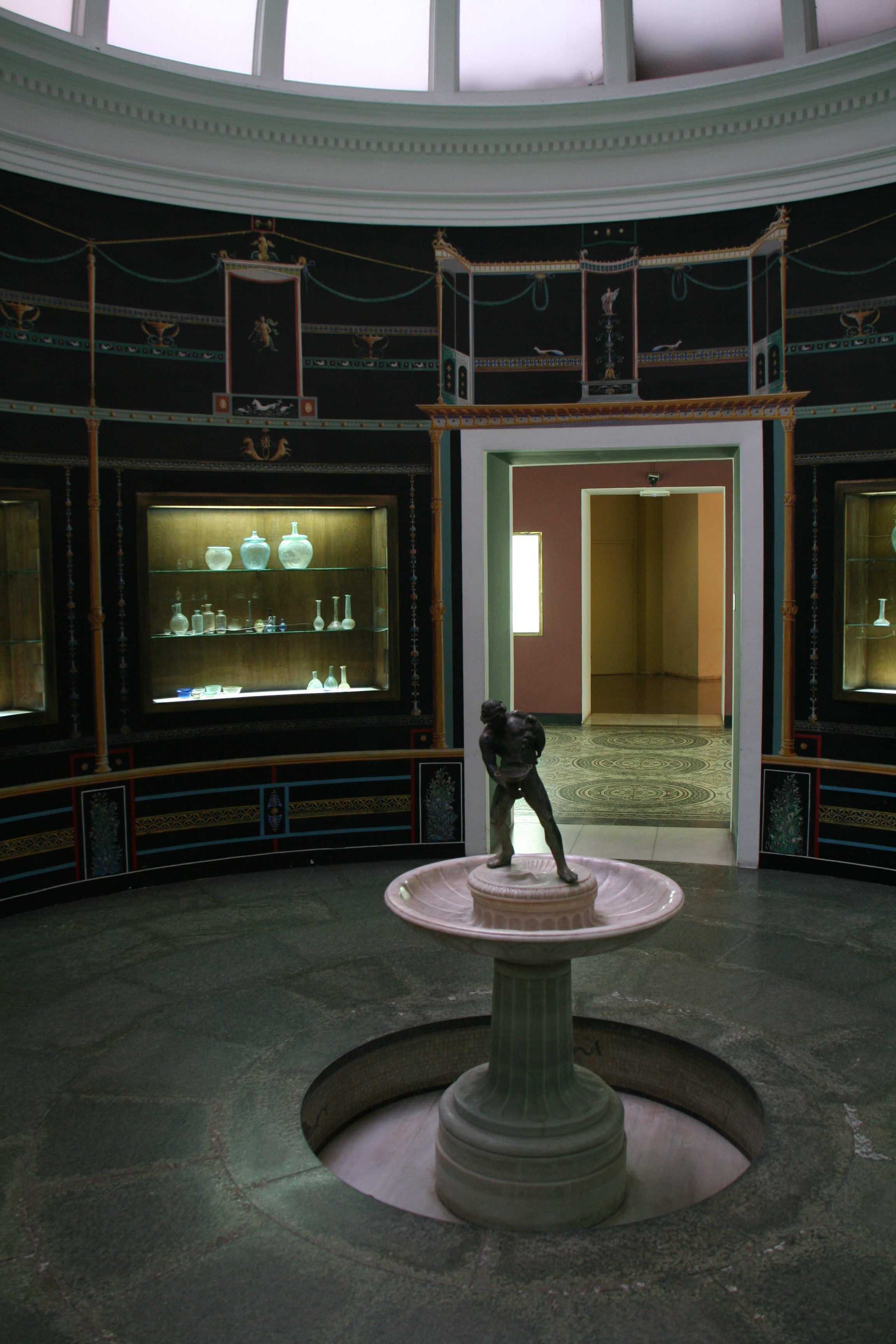
Sala 16 - MAC Barcelona
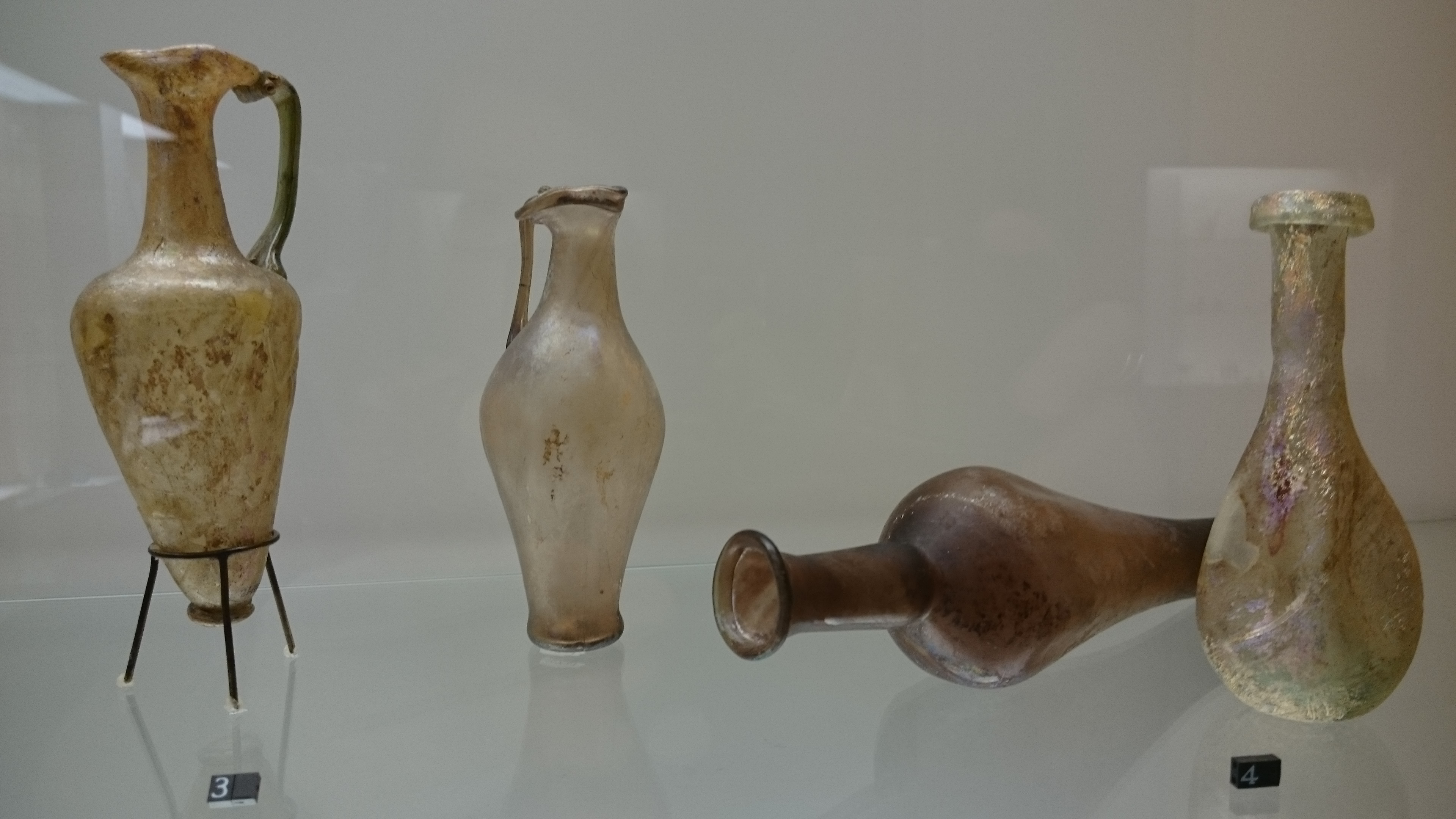
Col·lecció de vidres - Petits Recipients - MAC Barcelona
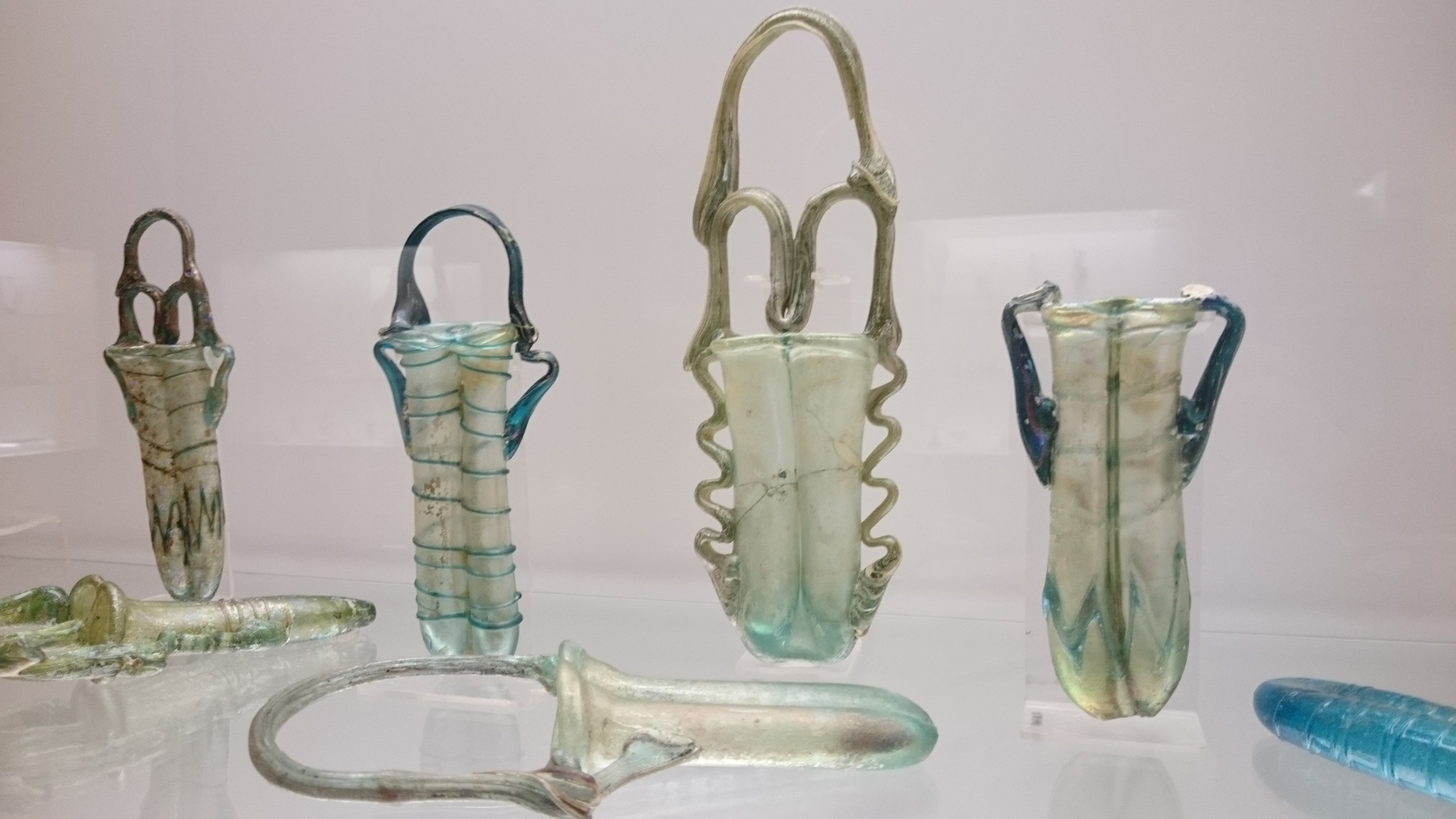
Col·lecció de vidres - Ungüentaris - MAC Barcelona

### Visigots
A principis del segle v, creuen els Pirineus els primers grups de pobles germànics després de la caiguda de l'Imperi Romà. El territori de Catalunya formarà part dels regnes visigots de Tolosa primer, al segle v, i posteriorment de Toledo, als segles vi i vii.
La sala d'exposició dels visigots destaca per l'exposició del Tresor de Torredonjimeno que fou descobert l'any 1926, de manera fortuïta, embolcallat amb teixit i guix a la finca Majanos de Marañón de Torredonjimeno, a Jaén, i fou venut per parts a diferents museus. La sala es completa amb fíbules i fermalls de cinturó mostrant els canvis en la indumentària i amb un gran capitell romà d'Orient, provinent de l'església de Sant Polieucte de Constantinoble que va arribar al museu des de l'església de Sant Miquel de Barcelona.

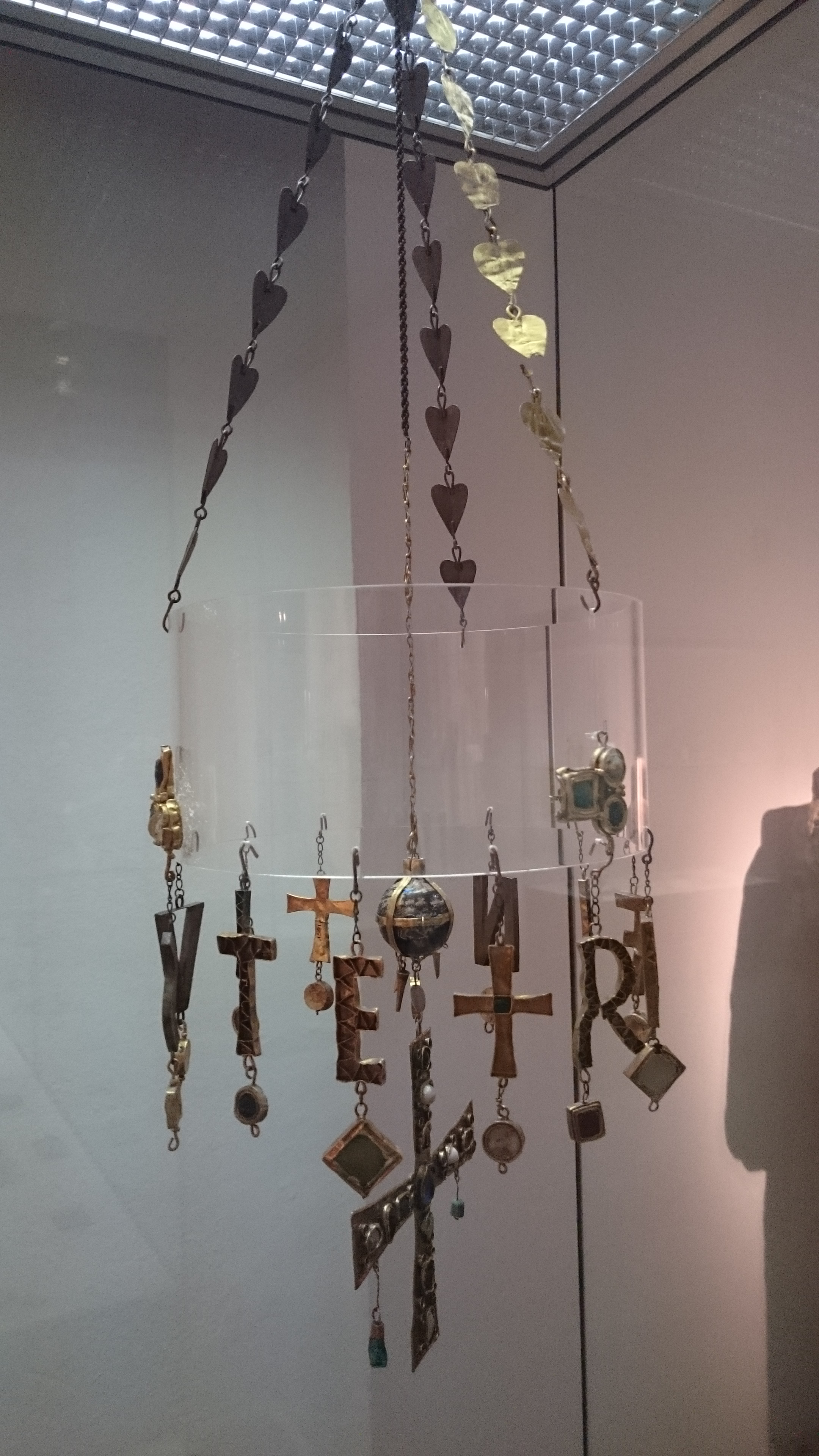
Tresor de Torredonjimeno - MAC Barcelona
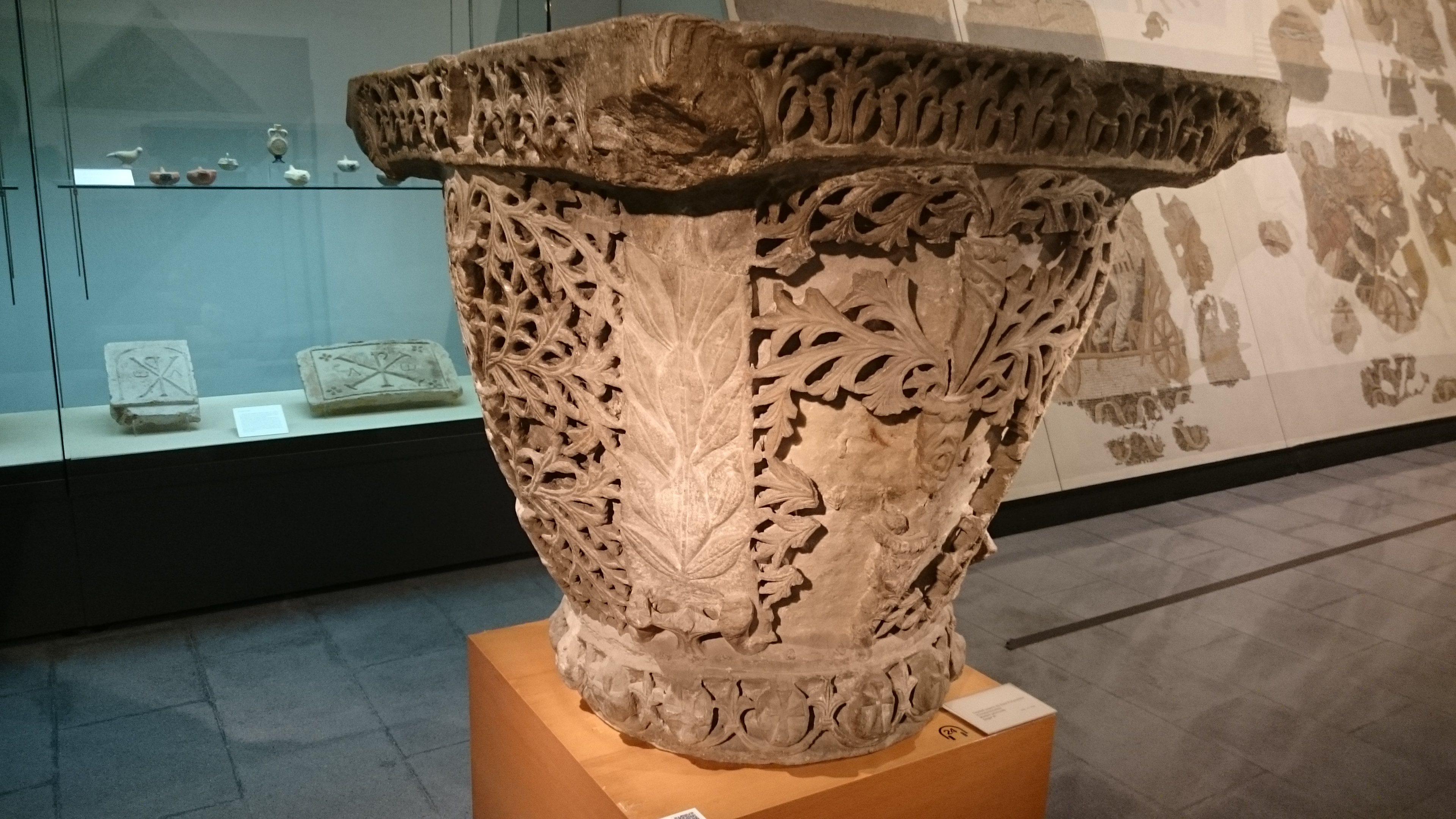
Capitell romà d'Orient de Sant Polieucte - MAC Barcelona

### Biblioteca[11]
El MAC Barcelona gestiona també un fons literari amb un total de 35.560 llibres i 1.554 publicacions periòdiques.

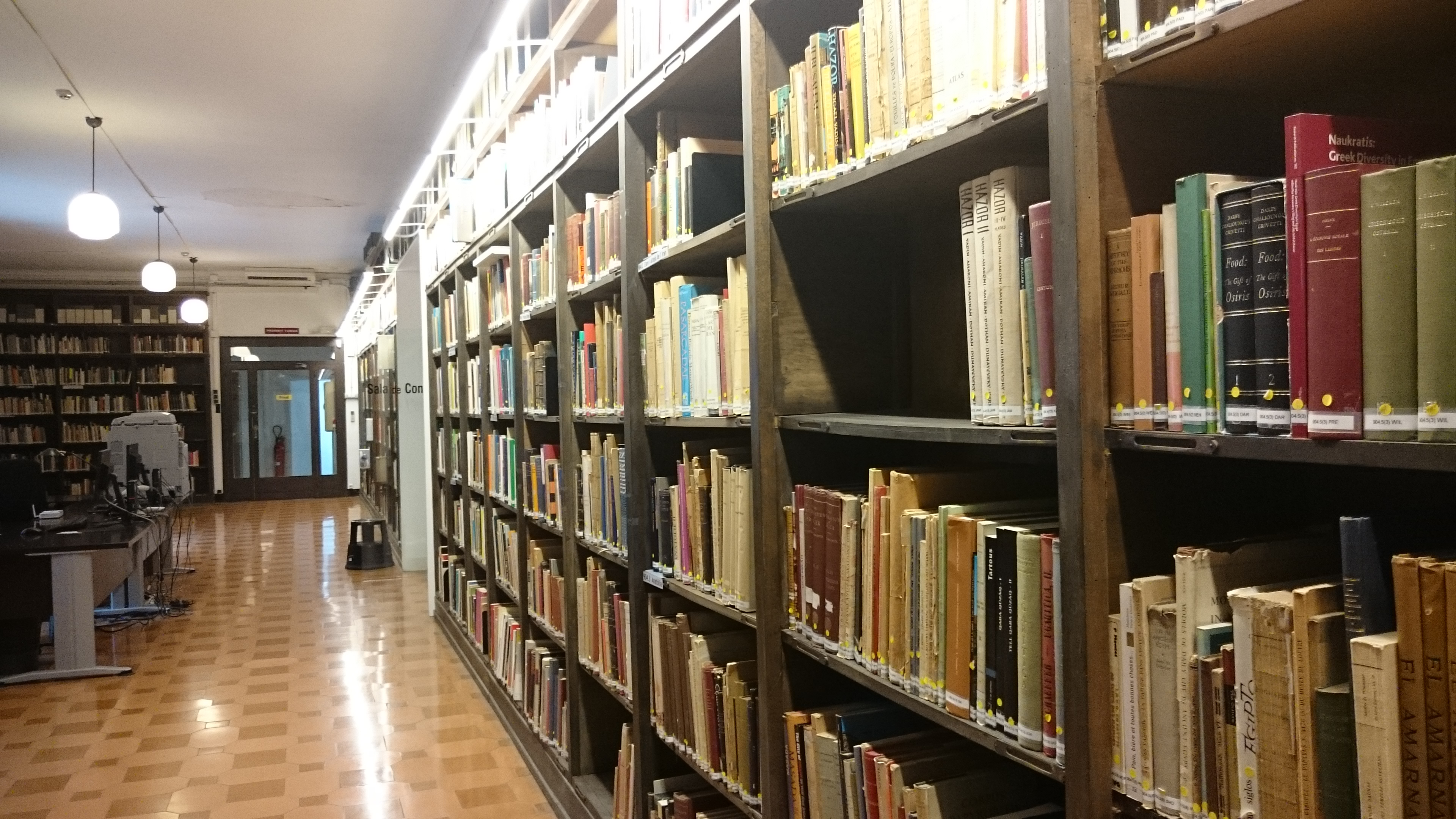
Biblioteca MAC Barcelona
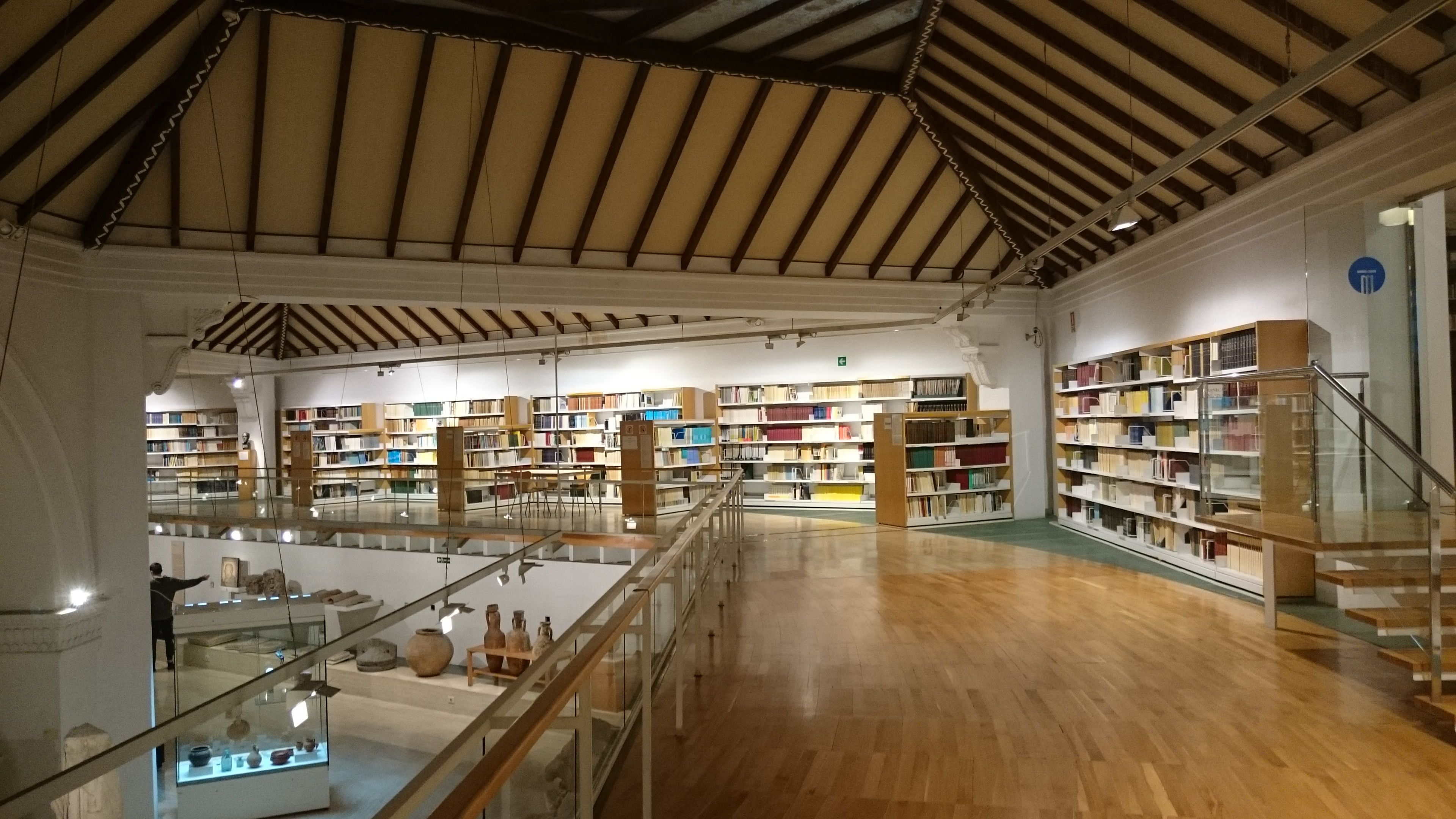
Hemeroteca MAC Barcelona

## Exposicions temporals[12]
Des de la seva fundació, la seu barcelonina del Museu d'Arqueologia de Catalunya ha donat a conèixer temàtiques diferents a aquelles compreses dins l'exposició permanent, per tal de donar a conèixer així altres aspectes innovadors o transversals de l'arqueologia. D'entre les exposicions més destacades s'hi troben:
- Art Primer. Artistes de la prehistòria (2020). Una exposició a la descoberta de les primeres manifestacions artístiques a Europa i especialment de l'art rupestre llevantí. L'exposició ha estat nominada als Global Fine Arts Awards 2020.
- Arqueologia a l'exili (2019). La guerra civil espanyola (1936-1939), l'acabament de la qual se celebra enguany el 80è aniversari, constitueix un dels episodis més tràgics, dolorosos i de major repercussió política, social i econòmica de tota la història catalana del segle xx.
- L'esplendor dels castells medievals catalans (2018), un recull de l'evolució arquitectònica, la militar, la social i l'econòmica d'aquestes unitats, on els objectes reflecteixen la vida quotidiana als castells.
- Xamans i Esperits. Tresors del Museo del Jade de Costa Rica (2018) va mostrar peces de la col·lecció arqueològica del Museo del Jade y de la Cultura Precolombina destacant els processos històrics, socials, tecnològics i les creences que les societats precolombines van desenvolupar per tal d'elaborar objectes d'ús quotidià i cerimonial.
- La revolució neolítica. La Draga, el poblat dels prodigis (2017) tractava el neolític a partir de l'únic jaciment arqueològic lacustre de la península Ibèrica i un dels més antics i importants de la Mediterrània occidental.
- Caps tallats. Símbols de poder (2015) tractava d'un concepte universal aplicat al món dels ibers.
- DEMOS. Viure en democràcia (2015) tractava sobre el concepte i evolució d'aquest sistema polític de la Grècia antiga.[13]
- Històries de tocador (2013), un repàs del concepte de bellesa i de l'evolució de la cosmètica en les cultures més destacades de l'antiguitat.
- Ötzi. La mòmia del gel (2012) va destacar per l'excepcionalitat de la troballa realitzada als Alps: les restes i atuells d'un home de més de 5.300 anys d'antiguitat.
- 75 imatges / 75 anys (2010) commemorava els 75 anys de vida del museu a través de 75 imatges evocadores dels primers anys.[14][15]
- Rostres de Roma (2009) repassava algunes de les personalitats més rellevants de l'Imperi Romà, representades en sarcòfags, busts i estàtues.
- Amb L'Esculapi: el retorn del déu (2007), presentava la restauració de l'emblemàtica estàtua emporitana, a la qual se li havien restituït els braços, i l'acomiadava de la ciutat de Barcelona, on va passar cent anys.[16]
- Reflexos d'Apol·lo. Esport i arqueologia a la Mediterrània antiga (2006) mostrava la importància de l'esport en les seves vessants religiosa, política i social.
- Amb Pentinar la mort (2005), el museu tractava els rituals de vida i mort durant la prehistòria a Menorca.
- La fragilitat en el temps. El vidre a l'antiguitat (2005), on s'apreciaven tècniques, objectes i materials vinculats a la producció del vidre.
- Torredonjimeno. Tresor, monarquia i litúrgia (2003) posava en valor la importància de la troballa i la seva història.